# Intercalazione (cronologia)
In cronologia intercalazione o embolismo è l'inserimento di una unità di tempo (secondo, minuto, ora, giorno, settimana, o mese) aggiuntiva in un calendario o in un orologio per riallineare approssimativamente le loro indicazioni, che sono convenzionali, con un ciclo astronomico.

## Intercalazione di mesi
L'intercalazione di un mese è caratteristica dei calendari lunisolari ed è necessaria per riallineare la data solare media del capodanno lunare con quella del capodanno solare. Normalmente i mesi intercalari, detti comunemente "mesi embolismici", vengono inseriti in accordo con il ciclo metonico. Gli anni lunari in cui cade il mese intercalare si dicono "anni embolismici".

## Intercalazione di giorni
L'intercalazione di giorni è necessaria sia nei calendari solari che in quelli lunari.
Nei calendari solari (che ovviamente contengono un numero intero di giorni) occorre aggiungere periodicamente uno o più giorni per far corrispondere la durata media dell'anno calendariale con la durata dell'anno tropico, il cui valore medio è di 365,2422 giorni. 
In particolare:
- Nei calendari solari di 360 giorni devono essere inseriti 5 o 6 giorni, detti giorni epagomeni, cioè "giorni aggiunti".[1] Ciò avveniva per esempio nel calendario egiziano (12 mesi di 30 giorni) oppure in quello introdotto durante la rivoluzione francese. In questo calendario i giorni epagomeni erano detti giorni sanculottii. I giorni epagomeni venivano aggiunti come ultimi giorni dell'anno. Anche il calendario azteco (xiuhpōhualli), composto da 18 mesi di 20 giorni, aggiungeva al termine dell'anno cinque giorni intercalari detti nēmontēmi, dedicati alla meditazione e al digiuno.
- Nei calendari solari di 365 giorni viene periodicamente introdotto un giorno addizionale, normalmente ogni 4 anni, e l'anno si dice bisestile.

Nei calendari lunari, invece, occorre aggiungere periodicamente un giorno alla durata dell'anno lunare comune (pari a 354 giorni) per far meglio coincidere il novilunio con l'inizio del mese lunare. In particolare nel calendario lunare islamico viene aggiunto un giorno in più all'ultimo mese dell'anno per 11 volte ogni 30 anni. Anche nei calendari lunisolari vengono aggiunti giorni intercalari per lo stesso motivo. La maggior parte dei giorni intercalari necessari viene ottenuta inserendo gli stessi giorni inseriti negli anni bisestili.

## Intercalazione di settimane
Il calendario delle settimane usato anticamente dagli ebrei e in cui l'anno dura 364 giorni, potrebbe aver previsto l'intercalazione di settimane, ma non c'è accordo fra gli studiosi sul possibile schema di intercalazione.
Una forma di intercalazione delle settimane è invece prevista dalla norma ISO 8601, che assegna ogni settimana a un anno calendariale se il suo giovedì appartiene a quell'anno. In pratica la norma opera come se l'anno fosse composto da 52 o da 53 settimane a seconda del numero di giovedì che esso include. La cinquantatreesima settimana può essere considerata una settimana intercalare di un calendario di 364 giorni.

## Intercalazione di secondi
Negli orologi atomici che misurano il tempo coordinato universale (UTC) viene aggiunto un secondo intercalare alla durata del giorno medio quando necessario per tenere conto del rallentamento della rotazione terrestre dovuto alle maree. Questa aggiunta si verifica in modo irregolare ma in media ogni 18 mesi.